# Weingut Wagner-Stempel

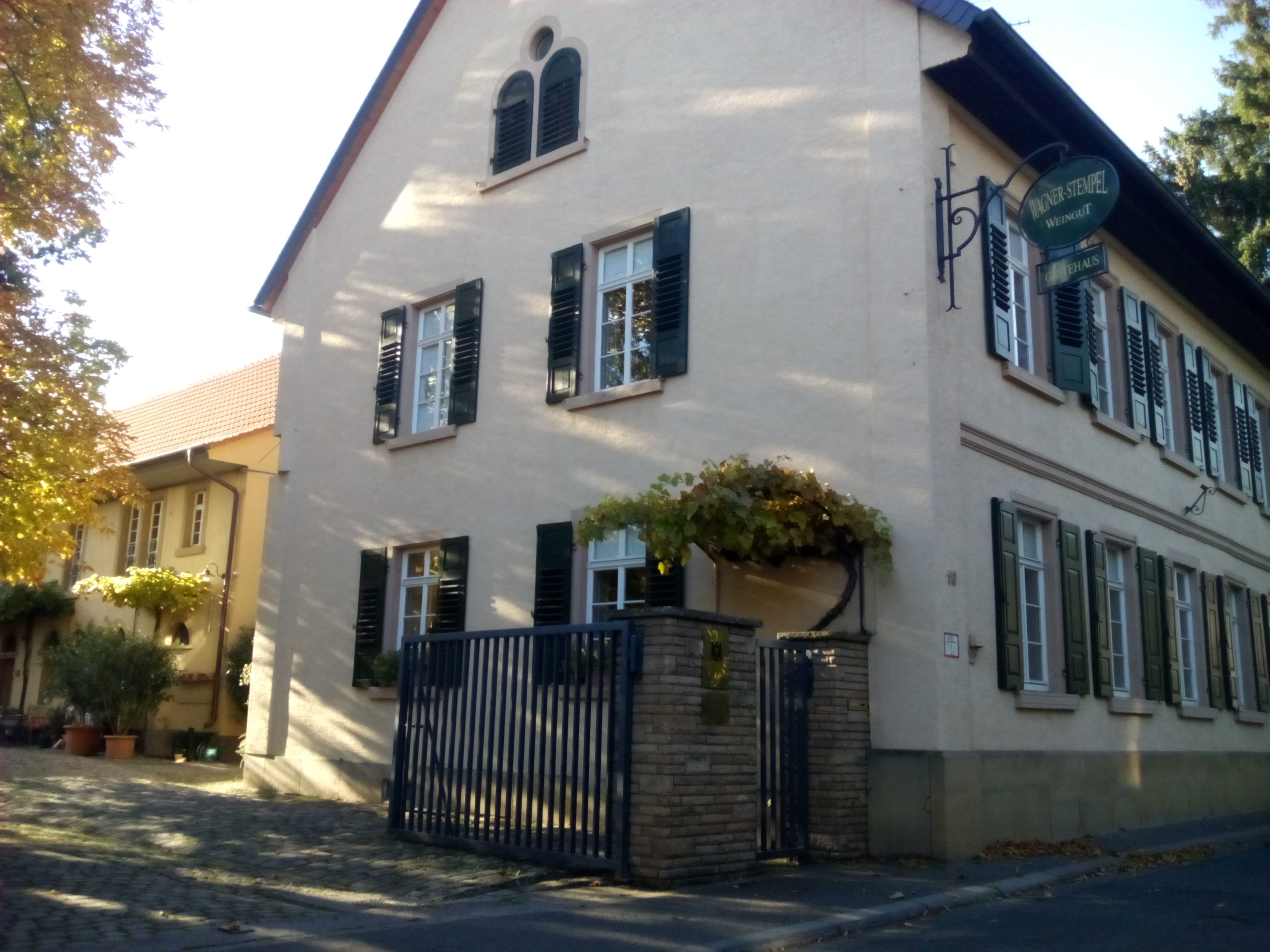
Weingut Wagner-Stempel, Straßenansicht

Das Weingut Wagner-Stempel in Siefersheim in der rheinhessischen Schweiz ist ein Weingut im deutschen  Weinbaugebiet Rheinhessen.

## Geschichte
Seit acht Generationen wird in dem Betrieb Wein angebaut. Wie viele rheinhessische Betriebe war es ursprünglich ein Gemischtbetrieb, mit gleichzeitiger Landwirtschaft. In den letzten Jahrzehnten des 20. Jahrhunderts erfolgte die Umstellung und Konzentration auf einen spezialisierten Weinbaubetrieb und 1985 begann die Flaschenweinvermarktung. Seit 2004 ist das Weingut Mitglied im Verband Deutscher Prädikatsweingüter (VDP).

## Lagen
Bewirtschaftet werden Rebflächen in den Lagen Siefersheimer Heerkretz, Höllberg und Goldenes Horn sowie Wonsheimer Hölle. Die Spitzenlagen und gleichzeitig auch vom VDP ausgewiesenen Ersten Lagen sind Siefersheimer Heerkretz und Siefersheimer Höllberg. Nur diese von dem Weingut bewirtschafteten Spitzenlagen werden auf den Etiketten der edelsüßen Prädikatsweine und Großen Gewächse ausgewiesen. Die Kennzeichnung Großes Gewächs soll als Einzellagenbezeichnung eine Vergleichbarkeit mit der Lagenklassifikation ähnlich Elsass bzw. Burgund Grand Crus erlauben.
Das Besondere der Siefersheimer Lagen ist das vulkanische Verwitterungsgestein im Untergrund, welches früher auch als sog. Porphyrgestein bezeichnet wurde. Die heutige geologische Bezeichnung ist Rhyolith. Insbesondere bei der Rebsorte Riesling ist bei entsprechender Bewirtschaftung eine unverkennbare vom Bodencharakter geprägte Aromatik und Stilistik des Weines möglich. Bei Wagner Stempel wird mit jedem neuen Jahrgang versucht, die Eigenheiten der Bodenstruktur im Zusammenspiel mit den anderen prägenden Qualitätsfaktoren feiner und genauer herauszuarbeiten, um letztlich unverwechselbare, eigenständige Weine zu erzeugen.
Auf rund 15 Hektar Rebfläche werden überwiegend weiße Rebsorten angebaut. Mit einem Anteil von mehr als der Hälfte der Gesamtrebfläche ist der Riesling die dominante Rebsorte, daneben werden noch zu rund einem Viertel Burgundersorten angebaut und ebenfalls ein nennenswerter Anteil Silvaner. Bei den roten Rebsorten werden Spätburgunder, Frühburgunder, St. Laurent und eine Parzelle Merlot am Höllberg bewirtschaftet. Die übrigen Sorten sind Auxerrois, Chardonnay, Sauvignon Blanc und Scheurebe. Jährlich werden rund 120.000 Flaschen Wein produziert.
Unter der Bezeichnung „S“ (Selektionsweine/Ortsweine) werden Weine aus den besten Trauben des Jahrganges produziert, die sowohl in Edelstahltanks als auch in traditionellen Stück- bzw. Halbstückfässern aus Eiche ausgebaut werden. Die Weine kommen nicht vor Mai des Weinwirtschaftsjahres auf die Flasche.

## Vereinigungen & Auszeichnungen
Das Weingut ist seit 2004 Mitglied im VDP und gehört zur Winzervereinigung Message in a Bottle. In den letzten Jahren erhielt das Gut folgende Ehrungen und Auszeichnungen (kein Anspruch auf Vollständigkeit):
- Riesling Erzeugerpreis (Vinum 2005): Finalteilnahme Riesling vom Porphyr unter den 10 besten trockenen Rieslingen mit einer Bewertung von 16,4 Punkten.
- „Eichelmann Deutschlands Weine“ prämierte das Weingut als „Aufsteiger des Jahres 2007“ und bewertet es derzeit mit viereinhalb von fünf Sternen, der „Gault-Millau“ bewertet es mit vier von fünf Trauben und prämierte das Weingut ebenfalls in der Ausgabe 2009 als „Aufsteiger des Jahres“. Der Wein-Guide der Zeitschrift „Der Feinschmecker“ zählt das Gut zu den 240 besten deutschen Weingütern.
- Die Zeitschrift Capital (Ausgabe 26/2006) schreibt: Mit der Lage Siefersheimer Höllberg erreichte Daniel Wagner 2006 den Spitzenplatz unter 170 präsentierten Großen Gewächsen. Der stern notiert das Gut unter den 100 besten Weingütern Deutschlands. Auch die Weinzeitschrift Vinum und die FAZ sowie die Fachpresse insgesamt loben das Weingut.

## Gebäude
Der alte Kreuzgewölbestall mit seiner Säulendoppelreihe und den kreuzgratgewölbten Decken ist ein beliebter Veranstaltungsort und ein Flaggschiff der rheinhessischen Weingewölbe. Der mit Basaltsteinen gepflasterte Innenhof wird durch einen alten Kastanienbaum, der im Sommer belebenden Schatten spendiert, dominiert. Auch der Weinverkauf ist in einem Kreuzgratgewölbe untergebracht. Eine Säule mit Ansatz zum Gewölbe hin bildet auch das unverkennbare Logo auf Weinetiketten und Briefbögen und sorgt somit für die visuelle Identität.